# Маниту

Слово маниту, записанное слоговым письмом на языке кри, а также на языке оджибве

Маниту́ (манито) — термин, аналогичный «душе», «духу» или «силе», в ряде близких фонетических вариантов принятый в традиционных анимистических воззрениях индейцев большинства алгонкинских народов. Маниту наделены каждое растение, камень и даже механизмы.
Маниту может быть представлен одновременно как личность и как понятие. В виде личности маниту воспринимается с целью возможности контакта, в первую очередь с силами природы. Маниту могут быть воплощены в лекарствах и амулетах: «маниту из трав» для лечения болезни, «бизоний маниту» с использованием шкуры бизона, используемый для удачной охоты.
В отличие от божеств классической мифологии, маниту не составляют иерархических структур.
В мифологии монтанье и наскапи маниту — подводные существа, хозяева местности, которым делаются подношения табаком во время путешествий.

## Маниту в названиях
Слово маниту послужило основой ряда географических названий: провинции Манитоба, острова Манитулин и озера Маниту на острове Манитулин в Канаде, города Маниту-Спрингс в Колорадо, Маниту-бич в Мичигане в США и др.

## Новые прочтения термина
В терминологии, связанной с религиоведением, аналогичные природные силы называются маной (термин из этнографии Полинезии). Некоторые исследователи обнаруживают сходство концепции маниту с китайской концепцией ци, что широко используется в популярной культуре нью-эйдж.
В результате деятельности христианских миссионеров слово маниту приобрело значение «бог-творец», по аналогии с Богом в христианстве. В переводах Библии на язык анишинабе использовалось сочетание «Гиче Маниту» (Великий Дух).
Благодаря вестернам Майн Рида и др. для маниту в европейской традиции также укрепился перевод «Великий Дух» и часто неправомерное распространение на верования индейцев, не относящихся к алгонкинам.
Транслитерированное как Gitche Manito имя Великого Духа упоминается в «Песни о Гайавате» Г. У. Лонгфелло. «Владыка жизни, Гитчи Манито могучий» (пер. И. А. Бунина) призывает индейские племена раскурить слепленную им из камня трубку мира. Услыхав христианскую проповедь, внявшие ей индейцы признают в христианском Боге Гитчи Манито.
Маниту упоминается в романе Виктора Пелевина S.N.U.F.F, в нём это слово используется «в антихристианскую и постантихристианскую эпоху» для обозначения божества, экрана (монитора) и денег. Упоминается основатель «антихристианской религии» «антихрист Маниту», живший во времена распада США и расстрелянный ацтланскими наркобаронами. В дальнейшем оказывается, что в качестве маниту в «антихристианстве» почитаются и другие божества и исторические персонажи из прошлого.